# Capriccio all'italiana
Capriccio all'italianaés una pel·lícula episòdica del gènere commedia all'italiana, rodada el 1967 i estrenada el 1968, que consta de sis episodis dirigits per diferents directors::
- La bambinaia, dirigit per Mario Monicelli, amb Silvana Mangano;
- Il mostro della domenica, dirigida per Steno, amb Totò;
- Perché?, dirigida per Mauro Bolognini, amb Silvana Mangano;
- Che cosa sono le nuvole?, dirigida per Pier Paolo Pasolini, amb Totò, Ninetto Davoli, Franco Franchi, Ciccio Ingrassia, Laura Betti, Domenico Modugno i Carlo Pisacane;
- Viaggio di lavoro, dirigida per Pino Zac i Franco Rossi, amb Silvana Mangano;
- La gelosa, dirigida per Mauro Bolognini, amb Ira Fürstenberg i Walter Chiari.

## Argument

### Episodi #01: "La bambinaia", dirigit per: Mario Monicelli
Una mainadera, que no vol que els seus nens llegeixin còmics de Satanik, Diabolik i Kriminal, els explica contes de fades clàssics de Charles Perrault, però els fa plorar i els provoca terror.

### Episodi #02: "Il mostro della domenica", dirigit per: Steno
"Quin crim va cometre el noi d'aquí?" “Li diré, comissari, exercici abusiu de la professió de barber!”, diu Totò detingut per afaitar joves de cabells llargs.
Un senyor gran, que té el costum d'anar al barber dues vegades per setmana, odia la moda dels "cabells llargs", és a dir, aquells nois que porten els cabells molt llargs, i ho aconsegueix de totes maneres i amb totes les disfresses (sacerdot, prostituta, gaiter, noi) per enganyar-los i afaitar-los amb unes tisores i una talladora. Els desgraciats, avergonyits de la seva calvície, s'amaguen en un cobert. Finalment, el senyor serà descobert i aturat per la policia, però aleshores el comissari l'alliberarà a canvi d'un favor (tallada de cabells per al seu fill) que el vell li farà de bon grat.

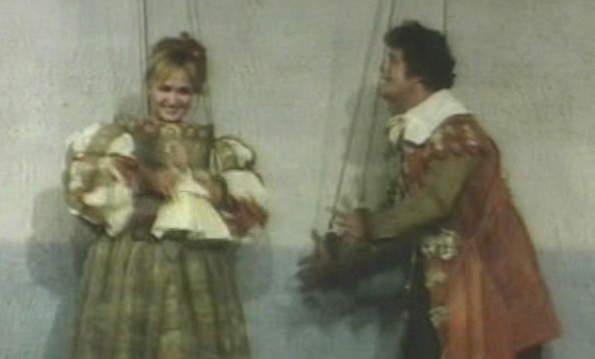
Francoi Franchi i Laura Betti

### Episodi #03: "Perché?", dirigit per: Mauro Bolognini
Una dona i un home van en un cotxe. Ella l'insta a anar cada cop més ràpid i tallar els altres cotxes. La col·lisió amb un altre cotxe serà inevitable i davant les protestes de l'altre conductor, ella incita el seu xicot a colpejar-lo amb una clau anglesa. L'episodi es tanca amb el primer pla d'un titular d'un diari que informa de l'assassinat del conductor indisciplinat: "La promesa es pregunta: per què?" (la ironia de la instigació a utilitzar la clau anglesa és evident per part de la dona).

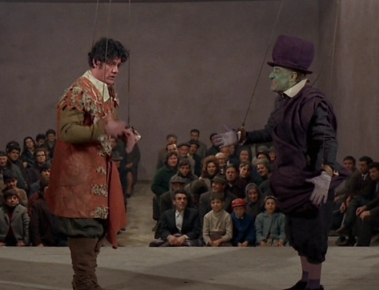
Totò i Franco Franchi

### Episodi #04: "Che cosa sono le nuvole?", dirigida per: Pier Paolo Pasolini
Iago: Què sents dins teu? Concentra't bé. Què sents? 

Othello: Sí, sí, hi pots sentir alguna cosa! 

Iago: Aquesta és la veritat. Però, shh! No cal que li poseu un nom, perquè tan bon punt el poseu, desapareixerà.
La història és una reinterpretació d' Otel·lo, interpretada per un grup de titelles (Totò, Franco Franchi, Ciccio Ingrassia, Ninetto Davoli, Laura Betti i Adriana Asti), que interpreten papers shakespearians a l'escenari però en realitat, entre bastidors, fan preguntes sobre per què fan el que fan i mostren un caràcter molt diferent del que tenen a l'escenari. No obstant això, l'actuació es veu interrompuda bruscament pel públic que, en el moment més dramàtic, l'assassinat de Desdèmona per part d'Otel·lo, irromp en escena i, desaprovant el comportament d'Otel·lo i Iago, els destrossen, mentre porten a Cassio en triomf com un heroi. Les dues titelles trencades són llençades a les escombraries i recollides pel recolector d'escombraries que, cantant Cosa sono le nuvole/, els llença a un abocador; aquí els dos titelles queden encantats mirant els núvols i, sense poder entendre què són, contemplen la "bellesa insoportable i meravellosa de la creació". El curtmetratge pren el títol d'aquesta escena final.

### Episodi #05: "Viaggio di lavoro", dirigit per: Franco Rossi i Pino Zac (animació)
És una barreja de dibuixos animats i actors reals: una reina visita un país africà però perd un discurs, pronunciant-ne un destinat a un altre país i s'arrisca a ser linxada.

### Episodi #06: "La gelosa", dirigit per: Mauro Bolognini
La Silvana creu que el seu marit Paolo l'està enganyant i per això el segueix, descobrint que l'home li és fidel i s'havia vestit amb cura, fins i tot tenint cura dels seus calçotets, només per a una cita amb el sastre.

## Curiositat
Aquest episodi és l'última pel·lícula en què apareix Totò i és l'última pel·lícula rodada per l'artista: Capriccio all'italiana es va estrenar l'any 1968 mentre el rodatge de l'episodi de Pasolini s'havia dut a terme entre març i abril de l'any anterior. Totò, que va morir el 15 d'abril de 1967, no va veure la pel·lícula.